# CSV Apeldoorn
Der Christelijke Sportvereniging Apeldoorn (deutsch Christlicher Sportverein Apeldoorn) ist ein niederländischer Fußballverein aus Apeldoorn. Der christliche Ursprung des Vereins ist auch die Ursache dafür, dass der Verein lediglich Mannschaften im Bereich der Samstagsamateure stellt. Die Vereinsfarben sind Rot und Gelb. CSV Apeldoorn nutzt für die Heimspiele den Sportpark Orderbos am Westrand der Stadt, der 2.500 Zuschauer fasst.

## Erfolge
- Meister vierde klasse: 1952, 1971, 1979
- Meister derde klasse: 1993
- Meister tweede klasse: 1997
- Meister eerste klasse: 2002, 2009, 2022, 2024
- Aufstieg in die Topklasse: 2010
- Distriktspokalsieger (Ost): 2017

Der CSV Apeldoorn qualifizierte sich zweimal für den niederländischen Pokal. In der Saison 2010/11 verlor CSV Apeldoorn in der zweiten Runde 0:1 gegen VV Gemert. In der Saison 2017/18 verlor der Verein in der ersten Runde mit 2:4 gegen Willem II Tilburg.